# 일리스 룬드그렌
레이프 일리스 아르투르 룬드그렌(스웨덴어: Leif Gillis Arthur Lundgren, 1929년 8월 26일~2016년 2월 25일)은 스웨덴 룬드에서 태어난 이케아의 디자이너이다. 1953년 이케아의 네 번째 직원으로 들어왔다. 1970년대 말 이케아의 인기상품 중 하나인 '빌리(Billy)' 책장을 디자인했으며 이케아의 로고도 디자인했다.

## 같이 보기
- 잉바르 캄프라드